# Criș (okręg Marusza)
Criș – wieś w Rumunii, w okręgu Marusza, w gminie Daneș. W 2011 roku liczyła 606 mieszkańców.